# Allhems förlag

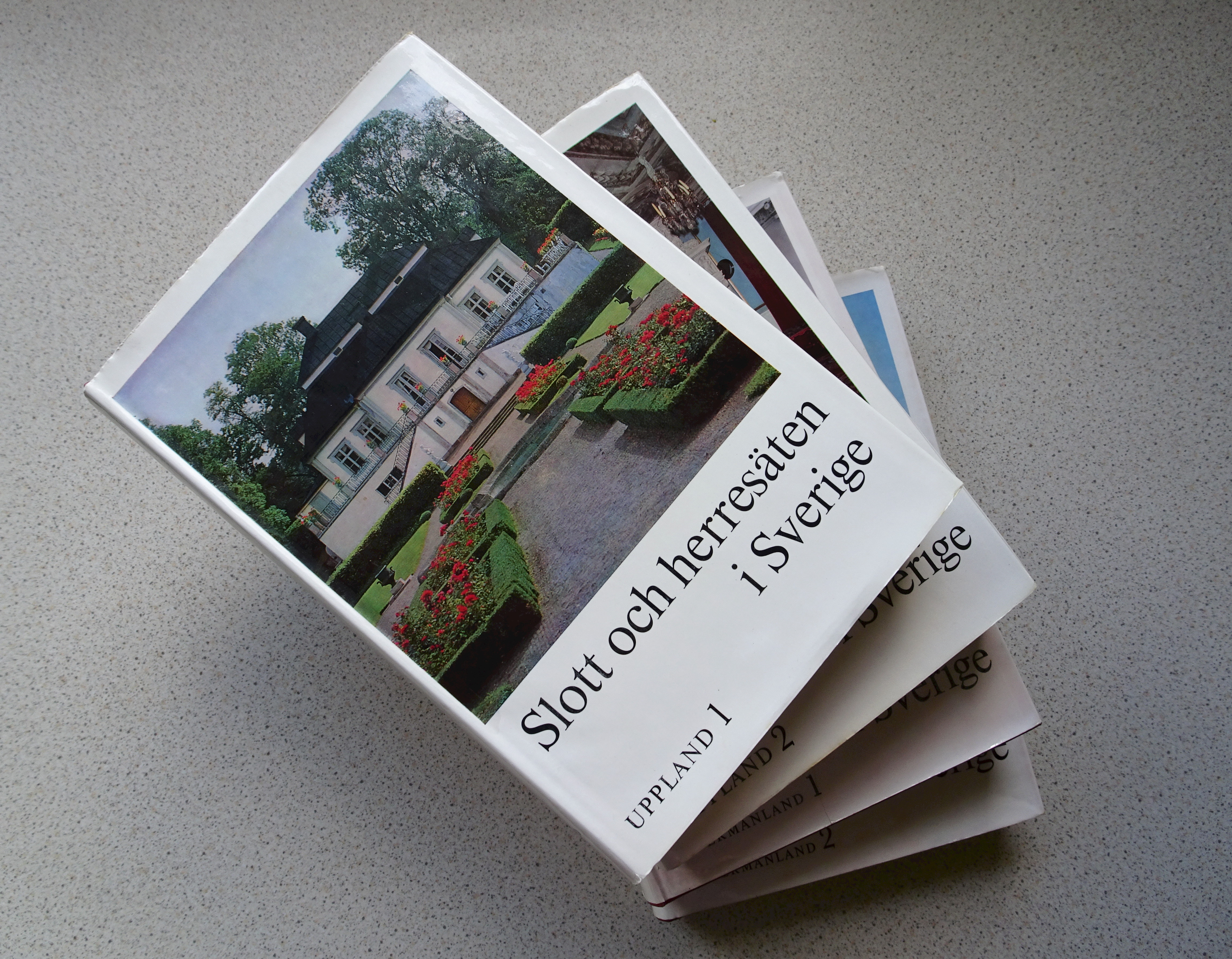
Några band ur bokverket Slott och herresäten i Sverige som utgavs av Allhems förlag. Omslagsbilder av Erik Liljeroth.

Allhems förlag AB var ett svenskt bokförlag grundat 1932 av Einar Hansen i Malmö och nedlagt 1981. Namnet Allhem är bildat av de tre första bokstäverna i Allas Veckotidning och Hemmets Veckotidning, vilka en tid gavs ut av förlaget. 
Allhems totala utgivning under tiden 1936–1981 omfattade cirka 760 titlar inklusive upplagor på olika språk samt ett 80-tal nytryckta upplagor utöver förstaupplagan, de senare upplagorna ofta utökade och omarbetade.
Förlaget blev främst känt genom sina påkostade flerbandsverk, till exempel de klassiska landskapsböckerna med Erik Liljeroths fotografier, Slott och herresäten i Sverige samt Svenskt konstnärslexikon. 
Förlagets arkiv delades upp efter bolagets avvecklande 1981. Nordiska museet förvärvade en del av förlagets arkiv, medan det som rör bolagshändelser och en tillhörande fotosamling förvaras på Malmö stadsarkiv.